# Teichwirtschaft
Als Teichwirtschaft bezeichnet man die Fischzucht von Binnenfischen mit herkömmlichen Methoden. Hierzu verwendet man hauptsächlich künstlich angelegte Teiche, die planvoll bewirtschaftet werden. Damit ist die Teichwirtschaft ein Teil der Landwirtschaft, insbesondere der Tierzucht. 

## Grundformen
Man unterscheidet im Wesentlichen zwei Grundformen der Teichwirtschaft:
- Die Karpfenteichwirtschaft (KTW) wird in großflächigen  Karpfenteichen mit stehendem Wasser ausgeübt. Hier werden aus mineralischen Düngesubstanzen über die Nahrungskette eines Ökosystems am Ende Fische produziert, die nach einem bestimmten System abgefischt werden. Die hier produzierten Fischarten sind neben dem Karpfen die Schleien, Zander und Hecht. Aus landwirtschaftlicher Sicht entspricht die Karpfenteichwirtschaft einer Weidewirtschaft, gelegentlich mit Zufütterung.
- In der Forellenteichwirtschaft (FTW) werden meist langgezogene Teiche oder auch betonierte Kanäle mit kühlem, sauerstoffreichem Frischwasser durchströmt. Die Fische werden mit künstlichem Futter ernährt. Das Wasser sorgt für die Abfuhr der Exkremente. Gehalten werden so Fischarten aus Fließgewässern, also Regenbogenforellen, Bachforellen, Saibling, seltener Äsche und Huchen. Aus landwirtschaftlicher Sicht entspricht die Forellenteichwirtschaft einer dichten Stallhaltung  mit reiner Fütterung.

Die beiden Formen der Teichwirtschaft unterscheiden sich grundsätzlich durch die Verwendung von Naturnahrung bei der Karpfenteichwirtschaft und künstlichem Pelletfutter in der Forellenteichwirtschaft. Damit nehmen sie unterschiedliche Plätze im Produktionsgefüge der Biosphäre ein.
Die Teichwirtschaft bedient sich für einzelne Zwecke auch anderer Methoden als der reinen Teichhaltung. Die Erbrütung und Brutaufzucht erfolgt in der Regel in Kunststoffbecken in Bruthäusern, deren Wasserversorgung meist durch Brunnen- oder Quellwasser erfolgt. Manche Betriebe sind auf die Erzeugung von Jungfischen spezialisiert und halten sie bis zum Verkauf an Aufzuchtbetriebe in Rundbecken.

### Karpfenteichwirtschaft
Die Karpfenteichwirtschaft nutzt mit ihrer Naturnahrung die Primärproduktion am Standort. Die im Teich durch pflanzliche Organismen (Algen und Makrophyten) erzeugte Biomasse wird unmittelbar über die Nahrungskette des Teich-Ökosystems bis zu den Endgliedern der Produktion, den Fischen, weitergegeben. Auf dem Weg dorthin sind Zooplankton sowie Würmer und Schnecken im Benthos beteiligt. Bei der Produktion von Hecht und Zander dienen ferner die Karpfen und andere Kleinfische (z. B. Rotaugen und Moderlieschen) als weitere Zwischenglieder. Die Basis des Teichökosystems bilden die mineralischen Nährstoffe wie Wasser und Kohlenstoffdioxid für die primäre Photosynthese, Stickstoffverbindungen wie Ammonium und Nitrat, Phosphat und als Schwefelquelle Sulfat für den weiteren Aufbau der Biomasse. Diese Nährstoffe nehmen auch an den Stoffkreisläufen des Ökosystems teil und werden z. T. im Schlamm abgelagert und in späteren Produktionsperioden wieder in Umlauf gebracht und genutzt.
In der Regel stehen die Nährstoffe bereits durch das zulaufende Wasser zur Verfügung, werden aber auch zur Intensivierung der Produktion in Form von Mineraldünger oder organischem Dung (Schafmist, Kuhdung, Grasschnitt) zugesetzt. Zwar führt die Düngung eines Gewässers zu dessen Eutrophierung. Diese ist in Karpfenteichen jedoch erwünscht. Ihre in Seen negativen Folgen sind durch die Bauform als Flachgewässer von ca. 1–2 m Tiefe weitgehend ausgeschaltet.
Neben der Düngung wird in der klassischen Karpfenteichwirtschaft im Herbst mit Getreide oder Soja zugefüttert, um die Fische für die Überwinterung zu konditionieren.
Die von Menschen angelegten Teiche führen auch zur Ansiedlung und Vermehrung von Fressfeinden der Karpfen. Für Fischotter, Kormoran und Reiher ist das üppige Nahrungsangebot attraktiv. Ihr wachsender Bestand stellt nach Angaben der Teichwirte eine Bedrohung für die Teichwirtschaft dar.

### Forellenteichwirtschaft

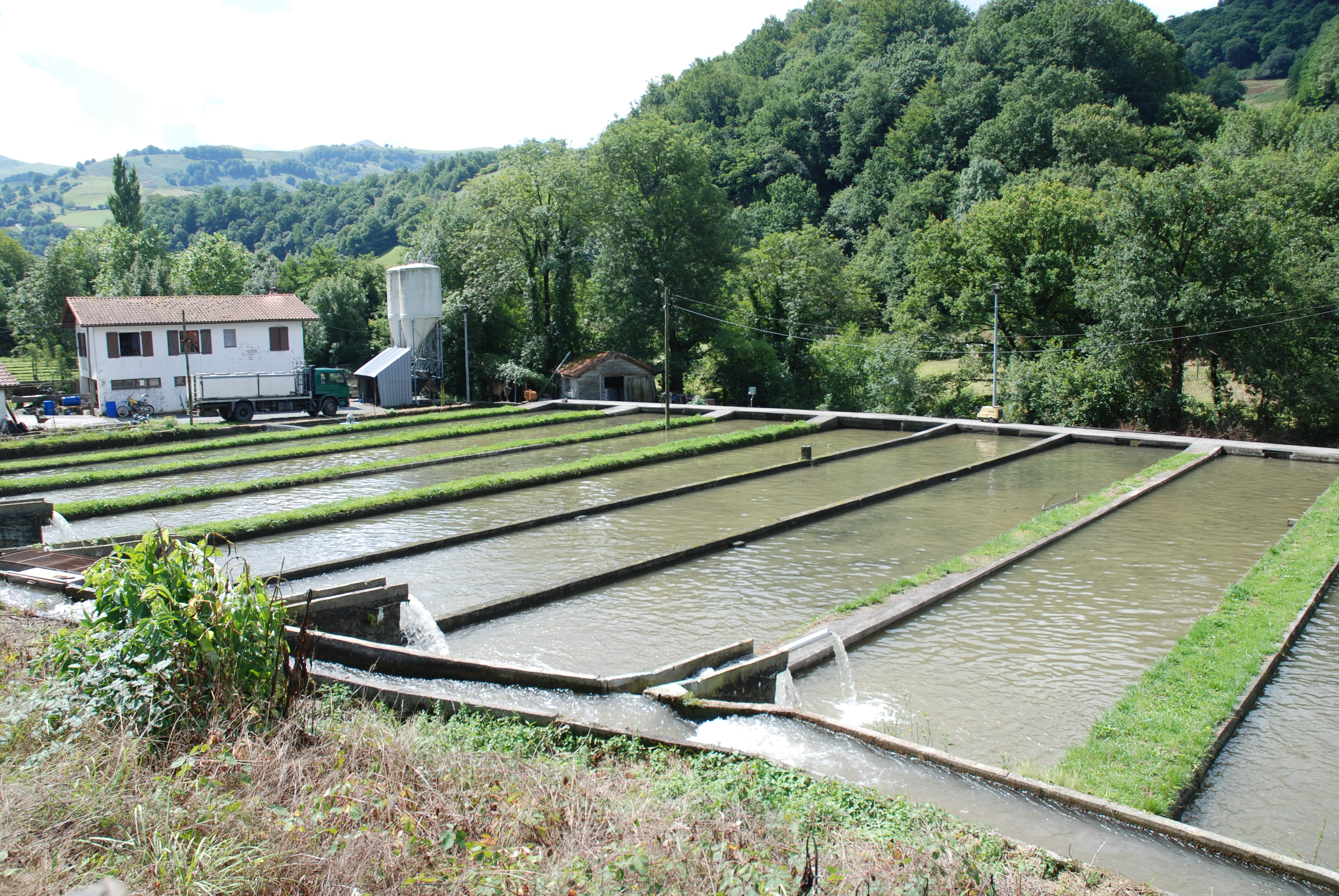
Forellenteiche in Frankreich

Die Forellenteichwirtschaft nutzt das Wasser ausschließlich als Transportmedium von Sauerstoff in den Teich und zur Entsorgung der Exkremente und Exkrete der Fische (Kohlenstoffdioxid und Ammonium). Die Nahrung der Fische besteht heute fast ausschließlich aus industriell hergestelltem Pelletfutter mit einer vom Hersteller garantierten anteilmäßigen Zusammensetzung aus Protein, Fett, Kohlenhydrate und Rohfaser sowie eingestellten Gehalten an Mineralien, Spurenelementen und Vitaminen.
Bedeutsam aus ökologischer Sicht ist die Herkunft des Grundstoffes dieser Pellets. Sie bestehen zum größten Teil aus Fischmehl und Fischöl. Diese werden gewonnen aus Meeresfischen, die nicht direkt für den menschlichen Verzehr vermarktet werden. So wird vor Dänemark der Bodenfisch Sandaal (nicht mit dem Aal verwandt) mit Bodenschleppnetzen massenhaft eingesammelt und in Fabriken zu Mehl und Öl verarbeitet, die dann als Rohstoff an die eigentlichen Futtermittelhersteller geliefert werden.
Damit ist die Forellenteichwirtschaft nicht eigentlich eine Produktion von Binnenfischen, sondern eine Form der Veredelung mariner Biomasse. Dabei liegt der Verwertungsgrad ähnlich wie bei dieser Stufe der Nahrungspyramiden immer in der Größenordnung von 1:10 (Faustregel). Zwar setzt die Futtermittelindustrie einiges daran, die Futterquotienten (Futteraufwand geteilt durch Zuwachs) zu verbessern, kann dabei aber bestimmte natürliche Grenzen nicht unterschreiten. Man darf sich nicht täuschen lassen durch den offiziellen Futterquotienten von ca. 1, d. h. für 1 Kilogramm Zuwachs der Forellen werden ca. 1 kg Trockenfutter benötigt. Das Trockenfutter selbst ist aber von 80 bis 90 % Wasseranteil der Seefische befreit, sodass am Ende die 1:10-Regel doch annähernd erfüllt ist.
Somit steht die ökologische Bewertung der Forellenteichwirtschaft im Zusammenhang mit der Überfischung der Meere und der Zerstörung von Lebensgemeinschaften am Meeresboden.
Derzeit laufen durchaus Erfolg versprechende Untersuchungen, den Proteinanteil im Forellenfutter aus pflanzlichen Quellen zu rekrutieren. Als pflanzliche Proteinquellen kommen in Frage: Maiskleber, Sojaprodukte, Luzernegrünmehl, getrocknete Bierhefe, Leinsamenmehl und Weizenkeime. Es wird versucht, die Aminosäurefrequenzen des Fischmehls durch geeignete Mischung nachzubilden. Zugleich wird mit dem Kohlenhydrate- und Fettanteil experimentiert. Vom Zuwachs der Fische her scheint eine pflanzliche Substitution des Fischmehls möglich. Ungeklärt ist bisher die erzielbare Fleischqualität der Forellen.